# Keltska umetnost
Keltska umetnost je povezana z ljudmi, znanimi kot Kelti, tistimi, ki so govorili keltske jezike v Evropi od prazgodovine do sodobnega obdobja, pa tudi umetnosti starodavnih ljudstev, katerih jezik je negotov, vendar imajo kulturne in slogovne podobnosti z govorci keltskih jezikov.
Keltska umetnost je težek izraz, ki definira dolgo obdobje, geografijo in kulturo. Primeri umetnosti v Evropi so nastali od  bronaste dobe, pravzaprav tudi od neolitika, vendar pa arheologi na splošno uporabljajo izraz »keltski« za vse kar se nanaša na kulturo evropske železne dobe od okoli 1000 pr. n. št. do osvajanja večine ozemlja Rimskega imperija, umetnostni zgodovinarji pa se običajno začnejo pogovarjati samo o »keltski umetnosti« od latenske kulture naprej (La Tene - od 5. do 1. st. pr. n. št.).  »Zgodnja keltska umetnost« je še en izraz za to obdobje, ki se razteza v Britaniji do okoli leta 150 n. št..  Zgodnja srednjeveška umetnost Britanije in Irske, ki je izdelala Knjigo iz Kellsa in druge mojstrovine in je »keltska umetnost« za širšo javnost v angleško govorečem svetu, se v zgodovini umetnosti imenuje Otoška keltska umetnost. To je najbolj znan del, a ne celotna keltska umetnost zgodnjega srednjega veka, ki vključuje tudi piktsko umetnost Škotske.
Oba sloga sta absorbirala precejšnje vplive iz ne-keltskih virov, vendar sta ohranila prednost geometrijskemu okraševanje nad figurativnimi predmeti, ki so pogosto izjemno stilizirani, če se pojavijo; pripovedni prizori se pojavljajo le pod zunanjim vplivom. Karakteristične so energetske krožne oblike, triskelioni in spirale. Velik del ohranjenega materiala je iz plemenitih kovin, ki nedvomno dajejo zelo nepristransko sliko, vendar je poleg piktskih kamnov in otoških visokih križev, zelo velika monumentalna plastika, tudi z dekorativno rezbarijo, zelo redka. Nekaj je stoječih moških figur, kot je Hirschlandenski bojevnik in tako imenovani Gospod iz Glauberga, saj so bile prvotno pogoste v lesu.
Pojem je tudi vizualna umetnost keltskega preporoda (bolj opazna v literaturi) od 18. stoletja do sodobnosti, ki se je kot zavestno prizadevanje sodobnih Keltov, večinoma na britanskih otokih, izrazila v identiteti in nacionalizmu ter postala precej priljubljena tudi izven keltskih narodov in katere slog je še vedno aktualen v različnih ljudskih oblikah, od keltskih križev, pogrebnih spomenikov, do prepletenih tetovaž. Skladno z začetki koherentnega arheološkega razumevanja prejšnjih obdobij, je slog samozavestno uporabljanih motivov, tesno prepisanih iz del prejšnjih obdobij, bolj pogosto otoški kot železnodoben. Drug vpliv je imela pozna latenska »rastlinska« umetnosti na gibanje Art Nouveau.
Običajno je keltska umetnost okrasna, se izogiba ravnim linijam in le občasno uporablja simetrijo, ne da bi imitacija narave bila osrednja za klasično tradicijo, ki pogosto vključuje kompleksno simboliko. Keltska umetnost je uporabila različne sloge in je pokazala vplive iz drugih kultur v svojih pentljah, spiralah, ključih, črkah, zoomorfnih in rastlinskih oblikah in človeških figurah. Kot je zapisala arheologinja Catherine Johns: »Skupno za keltsko umetnost v širokem kronološkem in geografskem razponu je izvrsten občutek ravnovesja pri postavitvi in razvoju vzorcev. Krive črtne oblike so določene tako, da se oblikujeta pozitivna in negativna, napolnjena območja in prazni prostori v harmonično celoto. Nadzor in omejitev sta bili izvedeni pri uporabi teksturnih in reliefnih površin. Zelo zapleteni krivočrtni vzorci so bili zasnovani tako, da pokrivajo natančno najbolj nerodno in nepravilno oblikovane površine«. 

## Ozadje
Starodavni ljudje imenovani Kelti, so govorili skupino jezikov, ki so imeli skupno poreklo v indoevropskem jeziku, imenovanem Common Celtic ali Proto-Celtic. To skupno jezikovno poreklo so nekoč splošno sprejeli znanstveniki, da so označevali ljudstva s skupnim genskim poreklom v jugozahodni Evropi, ki so svojo kulturo razširili z razseljevanjem in invazijo. Arheologi so identificirali različne kulturne lastnosti teh ljudstev, vključno z umetniškimi slogi in izsledili kulturo za zgodnejšo Halštatsko kulturo in kulturo La Tène. Novejše genetske študije so pokazale, da različne keltske skupine nimajo skupnega prednika in so razpršene in razširjenje kulture, ki ne vključuje nujno pomembnega gibanja ljudi . Obseg, v katerem so »keltski« jezik, kultura in genetika sovpadali in medsebojno vplivali v prazgodovinskih obdobjih, ostaja zelo negotov in sporen.
Izraz Kelt se je v klasičnih časih uporabljal kot sinonim za Galce (Κελτοι, Celtae). Njegova angleška oblika je sodobna, potrjena od leta 1607. Konec 17. stoletja je delo znanstvenikov, kot je Edward Lhuyd, prineslo akademsko pozornost na zgodovinske povezave med Galci in Briti, ki so govorili v britski in gelski zvezi, od takrat pa se izraz ni uporabljal samo za kontinentalne Kelte, ampak tudi tiste v Veliki Britaniji in na Irskem. Nato je v 18. stoletju zanimanje za "primitivizem", ki je vodil do ideje o "plemenitih divjakih", prineslo navdušenje za vse stvari, keltske in druidske. »Irski preporod« je prišlo po Katoliškem zakonu o emancipaciji (Catholic Emancipation Act of 1829) iz leta 1829 kot zavestni poskus, da bi pokazal irsko nacionalno identiteto in kot nasprotje v drugih državah kasneje postal »Keltski preporod«.

## Pre-keltsko obdobje
Najstarejša arheološka kultura, ki se običajno imenuje keltska, Halštatska kultura, prihaja iz zgodnje evropske železne dobe, ca. 800-450 pr. n. št. Kljub temu umetnost tega in kasnejših obdobij odraža precejšnjo kontinuiteto in nekatere dolgoročne korespondence z zgodnejšo umetnostjo iz istih regij, kar se lahko odraža v nedavni študiji o 'keltizaciji' z akulturiranjem relativno statične populacije, v nasprotju s starejšo teorijo migracij in invazij. Megalitska umetnost po vsem svetu uporablja podoben skrivnostni besednjak krogov, spiralnih in drugih ukrivljenih oblik, vendar je presenetljivo, da so najštevilnejši veliki spomeniki ohranjeni v Evropi, z mnogimi skalnimi risbami, ki jih je zapustila neolitska kultura doline Boinne na Irskem, nekaj milj od centrov zgodnje otoške srednjeveške umetnost približno 4000 let kasneje. Drugi centri, kot je Bretanija, so tudi na območjih, ki so danes še vedno opredeljeni kot keltski. Druge primerjave so med zlatimi lunulami in velikimi ovratnicami bronaste dobe Irske in Evrope ter torkami železnodobnih Keltov, vsi izdelani okraski za okrog vratu. Trobentasti zaključki različnih vrst irskega nakita iz bronaste dobe prav tako spominjajo na motive, priljubljeni v kasnejši keltski dekoraciji.

## Železna doba; zgodnja keltska umetnost
V nasprotju s podeželsko kulturo prebivalcev železne dobe sodobnih "keltskih narodov" je kontinentalna keltska kultura v železni dobi imela veliko velikih utrjenih naselij, nekaj zelo velikih, za katere se zdaj uporablja rimska beseda za "mesto",oppidum. Elite teh družb so imele precejšnje bogastvo in uvažale velike in drage, včasih odkrito bleščeče predmete sosednjih kultur, od katerih so nekatere izropali iz grobov. Delo nemškega emigranta v Oxford, Paual Jacobsthala, ostaja temelj študija umetnosti tega obdobja, še posebej njegove Zgodnjekeltska umetnost (Early Celtic Art) iz leta 1944.
Halštatska kultura je ustvarjala umetnost z geometrijskim okrasjem, vendar je bila označena z vzorci ravnih črt in pravokotnikov, ne pa krivulj. Vzorčenje je pogosto zapleteno in zapolni ves prostor, ki je na voljo in vsaj v tem pogledu pričakuje kasnejše keltske sloge. Jezikoslovci so na splošno prepričani, da Halštatska kultura izhaja iz ljudi, ki govorijo keltske jezike, vendar se umetnostni zgodovinarji pogosto izogibajo opisu halštatske umetnosti kot »keltske«.
Halšatska družba je postala vse bolj bogata in kljub temu, da je bila v svoji glavni coni povezana s trgovino z drugimi kulturami, zlasti v Sredozemlju, so se začeli pojavljati uvoženi predmeti v radikalno drugačnih slogih, tudi kitajska svila. Slavni primer je grški krater iz grobnice iz Vixa v Burgundiji, ki je bil izdelan v  Magni Graecii (grški južni Italiji) c. 530 pr. n. št., nekaj desetletij pred nanosom. Je velika bronasta mešalna posoda za vino vsebine 1100 litrov.  Druga ogromna grška posoda iz groba grofa Hochdorfa je okrašena s tremi lezijami, ki ležijo na platišču, od katerih je eno zamenjal keltski umetnik, ki je malo poskušal kopirati grški slog. Oblike, značilne za Halšatsko kulturo, najdemo daleč od glavnega srednjeevropskega območja kulture kot je Irska, pomešana z lokalnimi vrstami in slogi.
Figure živali in ljudi so prikazane zlasti v delih z versko vsebino. Med najbolj spektakularnimi predmeti so "kultni vagoni" v brona, to so veliki vozički na kolesih, ki vsebujejo prenatrpane skupine stoječih figur, včasih z veliko posodo, nameščeno na gredi v središču ploščadi, verjetno za daritve bogovom; v grobovih je bilo nekaj primerov. Figure so sorazmerno preprosto modelirane, brez podrobne anatomske oblike v primerjavi s kulturami na jugu, vendar pogosto dosegajo impresiven učinek. Obstajajo tudi številne samostojne kamnite figure, pogosto z "listno krono" - dve ploščato zaobljeni štrleči vejici, ki se dvigneta zadaj in na stran glave, verjetno znak božanskosti.
Človeške glave same, brez teles, so veliko bolj pogoste, pogosto se pojavljajo v reliefu na vseh vrstah predmetov. V latenskem obdobju se pogosto (skupaj s ptičjimi glavami) pojavijo dekoracije, ki so na prvi pogled videti abstraktno ali rastlinsko. Obrazi se spreminjajo, ko jih gledamo iz različnih smeri. Na celopostavnih figurah je glava pogosto preveč velika. Obstajajo dokazi, da ima človeška glava poseben pomen v keltskih verskih prepričanjih. 
Najnaprednejše skupine kamnitih skulptur, vključno z reliefi, prihajajo iz južne Francije, v Roquepertuse in Entremontu, blizu območij, ki so jih kolonizirali Grki. Možno je, da so bile podobne skupine razširjene v lesu. Roquepertuse se zdi, da je bilo versko zatočišče, katerega kamnita dela vključujejo tisto, za kar se domneva, da so bile niše, kjer so bile postavljene glave ali lobanje sovražnikov. Ti so datirani v 3. stoletje pred našim štetjem ali včasih prej.
Število visokokakovostnih najdb ni veliko, zlasti v primerjavi s številom ohranjenih sodobnih mediteranskih kultur in obstaja zelo jasna delitev med elitnimi predmeti in veliko bolj preprostim blagom, ki ga je uporabljala večina ljudi. Obstaja veliko ogrlic in mečev (mesto La Tène je dalo več kot 3000 mečev, očitno votivnih daril ), vendar pa najbolj znane najdbe, kot prej navedena Češka glava, plaketa iz Hochdorfa in Čelada Waterloo, pogosto nimajo podobne druge ugotovitve za primerjavo. Jasno je, da je religiozna vsebina v umetnosti redka, a malo je znano o pomenu, ki ga je večina dekoracije praktičnih predmetov imela za ustvarjalce, predmet in pomen nekaj predmetov brez praktične funkcije pa je enako nejasen.

### Halstattska galerija
- Poini Halštat -  zlata ovratnica iz Avstrije, c. 550 pr. n. št.
- Zlati čevlji na plošči iz Hochdorf Chieftainovega groba, Nemčija, c. 530 pr. n. št.
- Keramika iz Heuneburga, Nemčija
- Uvožen grški Vixov krater, najden v grobu v Vixu, Francija.

## Latenski slog
Približno 500. let pr. n. št. je latenski slog, imenovanega po mestu La Tene v Švici, se je znašel precej nenadoma, kar je sovpadalo z nekakšnim družbenim preobratom, ki je vključeval premik glavnih središč v severozahodni smeri. Osrednje območje, kjer so še posebej najdena bogata območja, je v severni Franciji in zahodni Nemčiji, vendar se je v naslednjih treh stoletjih slog zelo razširil, vse do Irske, severne Italije in moderne Madžarske. Na nekaterih mestih so bili Kelti agresivni napadalci, drugod pa je širjenje keltske materialne kulture lahko obsegalo le majhna gibanja ljudi ali sploh ne. Zgodnji latenski slog je prilagodil okrasne motive iz tujih kultur v nekaj izrazito novega; zapleten pivski vpliv, vključno Skitska umetnost in med drugimi grška in etruščanska. Okupacija perzijskega ahemenidskega cesarstva Trakije in Makedonije okrog 500 pr. n. št. je dejavnik negotovega pomena. Latenski slog je »zelo stilizirana krivuljasta umetnost, ki temelji predvsem na klasičnih rastlinskih in listnih motivih, kot so listi oblike [palmeta|palmete]], vinske trte, vitice in lotosovega cveta skupaj s spiralami, S-svitki, lirami in trobentami.«
Najbolj razkošni predmeti, katerih nepokvarljivi materiali pomenijo, da so najbolje ohranjeni, razen keramike, ne nasprotujejo stereotipnim pogledom Keltov, ki jih najdemo pri klasičnih avtorjih, kjer jih predstavljajo, kot da jih večinoma zanima zabava in bojevanje. Družbo je obvladovala vojna aristokracija in vojaška oprema, čeprav v ceremonialnih različicah in posode za pijačo predstavljajo večino največjih in najbolj spektakularnih najdb, razen nakita. Torque (ogrlica) je bil očitno ključni marker statusa in zelo široko uporabljen, v vrsti kovin, ki nedvomno odražajo bogastvo in status lastnika. Zapestnice in drugo okrasje na rokah je bilo tudi pogosto. Izjema ob splošnem pomanjkanju prikazov človeških figur in neohranjanju lesenih predmetov, so nekatera vlažna mesta, iz katerih je bilo izkopanih veliko število izrezanih delov telesa ali celih človeških figur, za katere se domneva, da so bile votivne narave, in predstavljajo mesto zdravstvene težave prosilca. Največji izmed njih je najdenih v Source-de-la-Rocheju Chamalières v Franciji z več kot 10.000 fragmenti, večinoma zdaj v Clermont-Ferrandu.
Različne faze sloga se razlikujejo pod različnimi imeni, vključno s številskimi (De Navarro) in abecednimi serijami. Na splošno obstaja široko soglasje o tem, kako razmejiti faze, vendar se imena, ki se uporabljajo, razlikujejo in da si v kronološkem zaporedju sledita drug drugemu, je danes veliko manj zanesljivo. V različici delitve Jacobsthala je "zgodnja" ali "stroga" faza, De Navarro I, kjer uvoženi motivi ostajajo prepoznavni, nasledili "rastlinski", "kontinuirno rastlinski", »slog Waldgesheim" ali De Navarro II , kjer je ornament "tipično prevladujejo stalno premikajoče se vitice različnih tipov, zvijanje in vrtenje v nemirnem gibanju po površini«.
Po 300. pr. n. št. je slog, zdaj De Navarro III, mogoče razdeliti na "plastične" in "koničaste", ki so v glavnem najdeni na nožnicah, drugi pa na visoki reliefni dekoraciji. Znanstvenik Vincent Megaw je v plastičnem slogu opredelil "Disneyjev slog" risanih živalskih glav in tudi Oppida period art, c 125-c 50 pr. n. št.. De Navarro razlikuje "otoško" umetnost na Britanskih otokih, do približno 100 pr. n. št., kot je Slog IV, ki mu sledi Slog V in je ločen kot Otoški keltski slog. 
Često spektakularna umetnost najbogatejših zgodnjih celinskih Keltov pred Rimljani je pogosto sprejela elemente rimskih, grških in drugih »tujih« slogov (in morebiti uporabili uvožene obrtnike), da bi okrasili predmete, ki so bili izrazito keltski. Tako se ovratnice v bogatem grobu iz Vixa končajo z velikimi kroglami na način, ki ga najdemo pri mnogih drugih, toda tukaj so konci obroča izdelani kot tace leva ali podobne zveri, brez logične povezave s kroglami in zunaj obroča sta dva drobna krilata konja, ki sedita na fino obdelanih ploščah. Učinek je impresiven, vendar nekoliko neusklajen v primerjavi z enako močno britansko ovratnico iz Snettisham Hoarda, ki je nastala 400 let pozneje in uporablja slog, ki je zorel in uskladil elemente, ki ga sestavljajo. Gundestrupski kotel iz 1. stoletja pr. n. št. je največji ohranjen kos evropskega železnodobnega srebra (premer 69 cm, višina 42 cm), čeprav je njegova ikonografija očitno keltska, se o njegovem slogu veliko razpravlja in mnogi menijo, da je bolj tračanski. Za nadaljnjo zmedenost je bil najden v danskem barju. Pozlačena bronasta ceremonialna  Čelada iz Agrisa jasno prikazuje sredozemski izvor dekorativnih motivov.
Do 3. stoletja pred našim štetjem so Kelti začeli proizvajati kovance, ki posnemajo grške in kasnejše rimske vrste, najprej precej natančno, vendar postopoma prevzemajo lasten okus, tako da različice, ki temeljijo na preprostih klasičnih glavah, kažejo ogromne valovite mase las večkrat večje kot njihovi obrazi, konje pa oblikujejo iz vrste močno ukrivljenih elementov.
Oblika, očitno edinstvena za južno Britanijo, je bila zrcalo z ročajem in zapleteno dekoracijo, večinoma gravirano, na zadnji strani bronaste plošče; sprednja stran je zelo polirana, da deluje kot ogledalo. Vsako od več kot 50 najdenih ogledal ima edinstveno obliko, vendar je v bistvu krožna oblika ogledala domnevno narekovala prefinjene abstraktne motive krivih linij, ki prevladujejo nad njihovo dekoracijo.
Kljub pomembnosti Irske za zgodnjo srednjeveško keltsko umetnost je število artefaktov, ki kažejo latenski slog na Irskem majhen, čeprav so pogosto zelo kakovostni. Na Irskem so se pojavili nekateri halštatski elementi, vendar latenskega sloga na Irskem ne najdemo pred 350 in 150 pr. n. št., dokler jih niso našli večinoma v sodobni Severni Irski s seriji vrezanih pločevin. Kljub temu, da je Irska ostala zunaj rimskega imperija, ki je zajela celinske in britanske keltske kulture, je irska umetnost podvržena nenehnemu zunanjemu vplivu s trgovino in verjetno periodičnim pritokom beguncev iz Britanije pred in po rimski invaziji. Še vedno ni jasno ali so bili nekateri najpomembnejši predmeti, odkriti iz tega obdobja, narejeni na Irskem ali drugje, daleč v Nemčiji in Egiptu v posebnih primerih.
Na Škotskem in v zahodnih predelih Velike Britanije, kjer so bili Rimljani in kasneje Anglosasi v večini, so različice latenskega sloga ostale v uporabi, dokler ni postala pomembna sestavina novega otoškega sloga, dokler se razvoj ni srečal s potrebami novega krščanskega prebivalstva. Čeprav so lepe irske najdbe našli iz 1. in 2. stoletja, iz obdobja nestabilnosti na Irskem v 3. in 4. stoletju iz latenske dobe malo ali nič.
Po rimskih osvajanjih so nekateri keltski elementi ostali priljubljeni v umetnosti, še posebej antični rimski lončarski izdelki, od katerih je bila Galija dejansko največji proizvajalec, večinoma v italijanskih slogih, pa tudi produkcija dela v lokalnem okusu, vključno s figuricami božanstev in posoda poslikana z živalmi in drugi predmeti v zelo formaliziranih slogih. Rimska Britanija je izdelala številne predmete z uporabo rimskih oblik, kot je fibula, vendar z ornamentom latenskega tipa, katerega datacija lahko postane težka , na primer "visok medeninasti ovratnik" iz okoli rimskega osvajanja kaže keltsko dekoracijo v rimskem kontekstu.  Britanija je tudi več uporabljala emajl kot večina imperija in na večjih predmetih, zato je bil njihov razvoj tehnike champlevé verjetno pomembna za kasnejšo srednjeveško umetnost celotne Evrope, katere energija in svoboda, ki izhajata iz otoške dekoracije, je pomemben element. Dekoracija v emajlu na keltskih broškah  in viseče sklede kažejo kontinuiteto keltske dekoracije med deli, kot sta Staffordshire Moorlands Pan in cvetlična krščanska otoška umetnosti od 6. stoletja naprej.
- Kontinentalni primeri
- Zlati nosilci na skledi, prirejeni sredozemski motivi, Nemčija, c. 420BC
- Okrogla broška, Francija, 4. st. pr. n. št.
- Slavnostna čelada, Agris, Francija, 350 pr. n. št., okrašena v mešanici sredozemskih slogov
- Stater, kovanec galskega plemena Parisii, 100-50 pr. n. št..

- Britanski primeri
- Paradni Battersea ščit, Anglija, 350-50 pr. n. št., ni za boj.
- Wandsworthov ščit, v reliefnem slogu
- Bronasto držalo v britskem 'Disney slogu', 10 cm visoko, 1. st. n. št.
- Waterloojska čelada, edinstvena najdba, verjetno se ni nosila v bitki.